# Дурмонов Рустам Чаршанбійович
Рустам Чаршанбійович Дурмонов (узб. Рустам Чоршанбиевич Дўрмонов/Rustam Chorshambiyevich Do'rmonov, нар. 19 квітня 1965) — радянський та узбецький футболіст, що грав на позиції нападника і півзахисника. Відомий насамперед виступами за футбольний клуб «Нефтчі» (Фергана), у складі якого став чотириразовим переможцем першості країни, був кращим бомбардиром першості Узбекистану, а також за виступами у національній збірній Узбекистану, у складі якої став переможцем Азійських ігор 1994 року.

## Клубна кар'єра
Рустам Дурмонов народився в Термезі, де й розпочав займатися футболом. У командах майстрів розпочав виступи з 1985 року в місцевій команді другої ліги СРСР «Сурхан». Під час виступів у команді паралельно служив у Радянській Армії та грав у армійському клубі з Таллінна «Зірка». Поступово Рустам Дурмонов став одним із головних бомбардирів термезької команди, і в 1990 році перейшов до іншого клубу другої ліги «Нафтовик» з Фергани, з якою став переможцем групового турніру другої ліги, і наступного року грав у складі команди вже у першій лізі. Після розпаду СРСР Рустам Дурмонов грав у складі ферганського «Нефтчі» вже у вищому узбецькому дивізіоні. У складі ферганської команди тричі поспіль з 1992 до 1994 року ставав чемпіоном країни, та ще раз володарем Кубка Узбекистану у 1994 році. У 1993 році став кращим бомбардиром чемпіонату країни. У 1995 році грав у складі ташкентського «Пахтакора», наступного року повернувся до складу ферганського «Нефтчі», де грав до кінця 1997 року, та продовжував бути одним із найрезультативніших гравців команди. Після річної перерви у виступах, та навіть проведення прощального матчу разом із братами, у 1999—2000 роках грав у складі наманганського «Навбахора». У 2000 році повернувся до «Нефтчі», з яким наступного року став чемпіоном країни. Після закінчення сезону 2002 року завершив виступи на футбольних полях.

## Виступи за збірну
У національній збірній Узбекистану Рустам Дурмонов дебютував 17 червня 1992 року в матчі зі збірною Таджикистану. У 1994 році його включили до складу збірної для участі у Азійських іграх 1994 року в Японії. Хоча АФК цього року вирішила, що у складі збірних мають бути гравці лише віком до 23 років, проте практично всі команди приїхали на цей турнір у найсильніших складах. Рустам Дурмонов на турнірі не був гравцем основи команди, яка стала переможцем турніру, виходив лише на заміну, що не завадило йому також отримати золоті медалі ігор. У складі збірної грав до 2000 року. Усього в національній команді провів 14 матчів, у яких відзначився 2 забитими м'ячами.

## Тренерська кар'єра
Після закінчення кар'єри гравця Рустам Дурмонов працював у тренерському штабі клубу «Істіклол».

## Нагороди
У 1994 році після перемоги у складі команди на Азійських іграх Рустам Дурмонов разом із іншими переможцями ігор та їх тренерами був нагороджений державною нагородою Республіки Узбекистан — медаллю «Шухрат».

## Особисте життя
Рідний брат Рустама Дурмонова, Абдусамат Дурмонов, також грав, переважно в один час з братом у клубі «Нефтчі» (Фергана) та національній збірній Узбекистану. Ще один брат, Равшан, відомий переважно за виступами в клубі «Сурхан» з Термеза, який пізніше очолював.

## Титули і досягнення

### Командні
«Нефтчі» (Фергана)
- Чемпіон Узбекистану: 1992, 1993, 1994, 2001
- Володар Кубку Узбекистану: 1994

«Навбахор»
- Володар Суперкубку Узбекистану: 1999

Збірна Узбекистану
- Азійські ігри:

- : 1994

### Особисті
- Кращий бомбардир чемпіонату Узбекистану — 1993 (24 м'ячі).